# Liste de séries télévisées turques
Ceci est une liste de séries télévisées produites en Turquie.
| Nom: Film Turkish    | Période de diffusion | Genre: Arabe               | Chaîne: 2M                             |
| -------------------- | -------------------- | -------------------------- | -------------------------------------- |
| Asi                  | 2021 - 2021          | Drame romantique           | Kanal D                                |
| Aşk-ı Memnu          | 2008 - 2010          | Drame romantique           | Kanal D                                |
| Acemi Cadı 1         | 2021 - 2021          | Sitcom                     | Star TV                                |
| Avrupa Yakası 1      | 2021 - 2021          | Sitcom                     | atv                                    |
| Baba Candır 1        | 2021 - En cours      | Comédie                    | TRT 1                                  |
| Gümüş 1              | 2021 - 2021          | Drame romantique           | Kanal D                                |
| Hanımın Çiftliği 1   | 2021 - 2021          | Drame                      | Kanal D                                |
| Kurt Seyit ve Şura 1 | 2021                 | Drame, romance, historique | Star TV                                |
| Pepee 1              | 2021 - En cours      | Animation jeunesse         | TRT Çocuk (2021 - 2021) Show TV (2021) |
| Sıla                 | 2021 - 2021          | Comédie dramatique         | atv                                    |